# Мадагаскарский план (Польша)

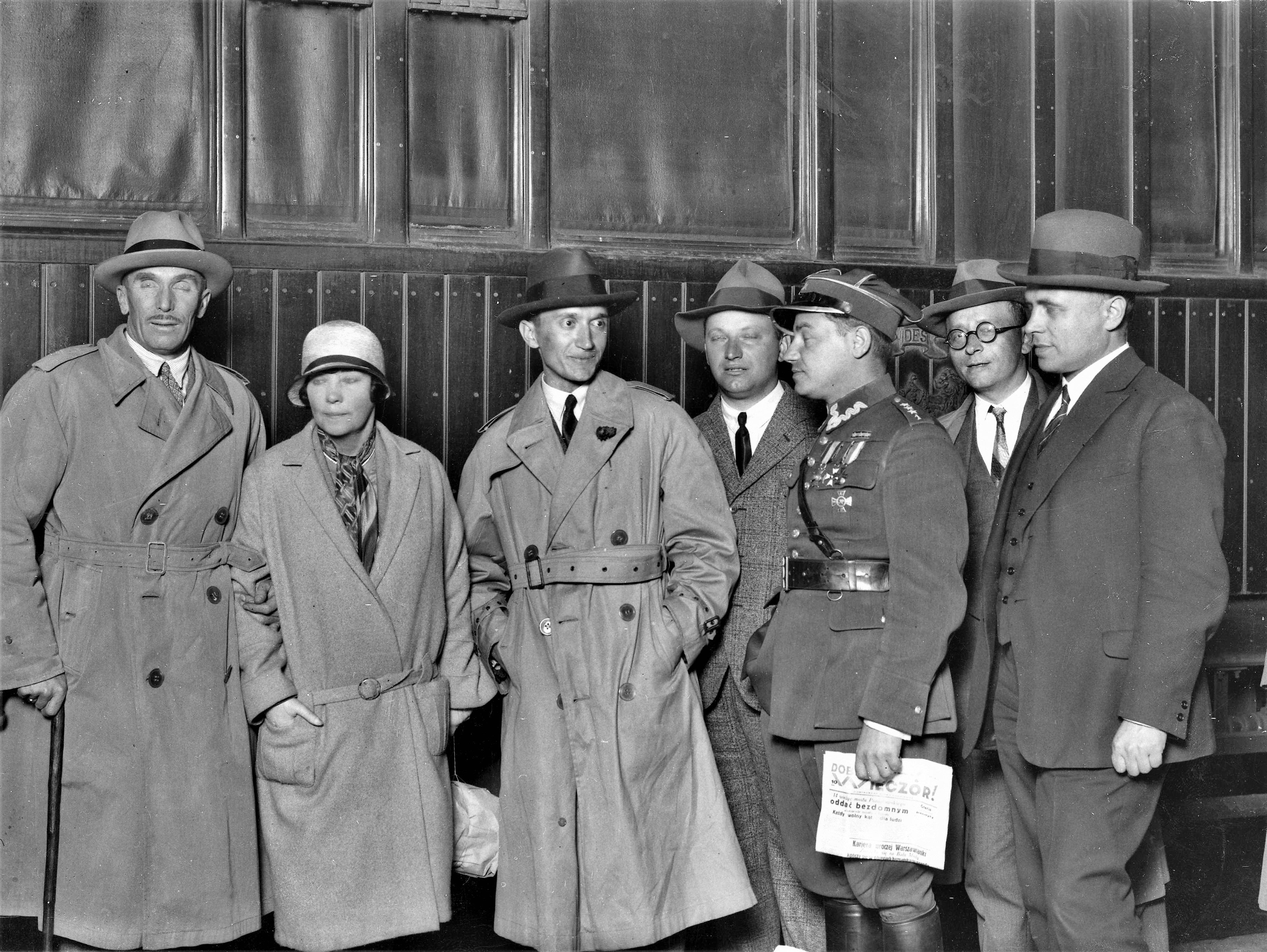
Мечислав Лепецкий (в мундире) и справа от него — Януш Зарыхта

План переселения польских евреев на Мадагаскар обсуждался польскими националистическими силами, а также государственными представителями Польши во время предполагаемой польской колонизации Мадагаскара. С помощью лозунга «Евреи — на Мадагаскар» в польском обществе призывали депортировать вначале от 40 до 60 тысяч евреев, а затем и всё еврейское население Польши, на Мадагаскар, чтобы «освободить страну от еврейского влияния». Этот план употреблялся в противовес планам сионистов по репатриации евреев на Святую землю и созданию там самостоятельного еврейского государства.
План возник перед Второй мировой войной после того, как французский министр заморских территорий Мариус Муте предложил передать Польше Мадагаскар, который в то время являлся французской колонией. 4 мая 1937 года в Париже состоялась встреча польского посла Юлиуша Лукашевича, польской комиссии колонизации во главе с Мечиславом Лепецким с французским министром Мариусом Муте, который высказал готовность поддержать польские власти в колонизации Мадагаскара.
Идею переселения евреев на Мадагаскар поддержал польский министр Юзеф Бек, который в 1935 году создал рабочую группу под названием «Specjalnа Komisjа Studiów» по решению еврейского вопроса в Польше. В состав этой рабочей группы входили Виктор Томир Дриммер, возглавлявший V департамент консульского отдела Министерства иностранных дел Польши, управляющий отделом эмиграционной политики Януш Зарыхта и заместитель Януша Зарыхты Ян Вагнер. Эта группа 23 декабря 1936 года вынесла на правительственное обсуждение меморандум под названием «Еврейская эмиграция и колониальные вопросы», в котором подчёркивалась еврейская перенаселённость Польши, превышение еврейской рождаемости над польской, преобладание евреев в промышленности и их более высокое материальное положение, чем у польского населения. Некоторые еврейские общественные деятели поддержали идею переселения евреев на Мадагаскар. В частности, депутат Сейма Иссак Гринбаум выступил в августе 1936 года с обращением: «Для широких еврейских масс настало время исхода. Эмиграция даст Польше огромную выгоду. Без неё в Польше будет 5 или 6 миллионов евреев».
31 мая 1937 года на Мадагаскар прибыла польская правительственная комиссия под руководством майора Мечислава Лепецкого, в состав которой входили польский натуралист Аркадий Фидлер, еврейский юрист Леон Альтер (руководитель польского отделения международной Ассоциации еврейской эмиграции, которая занималась расселением евреев-беженцев из нацистской Германии) и инженер по сельскому хозяйству Шломо (Соломон) Дык из Тель-Авива, которым было поручено произвести оценку целесообразности переселения евреев на остров. В результате поездки мнения членов делегации разделились: представитель польской стороны, глава комиссии Мечислав Лепецкий полагал, что вполне реально переселить на Мадагаскар от 40 до 60 тысяч евреев-колонистов; напротив, евреи — члены комиссии высказывали иное мнение: Леон Альтер полагал, что на Мадагаскаре реально расселить не более 2 тысяч евреев-эмигрантов, а Шломо Дык считал, что ещё меньше.
В декабре 1937 года вышло официальное правительственное сообщение в издании «Polskа Informacjа Politycznа», в котором говорилось, что вопрос еврейской эмиграции на Мадагаскар «перешёл из области теоретических дискуссий на путь существующих возможностей». Тем не менее, историк Павел Полян писал, что «сами евреи отнеслись к этой идее саркастически,
французы — крайне сдержанно, а мадагаскарцы горячо протестовали против неё».
После начала Второй мировой войны, когда Германия оккупировала сначала Польшу, а затем и Францию, уже Третьим рейхом разрабатывался свой «мадагаскарский план».
В настоящее время некоторые польские историки пытаются оправдать идею переселения евреев на Мадагаскар возможностью их спасения от Холокоста. В частности, историк Эдвард Гигилевич пишет, что «необходимо также признать, что если бы „Проект Мадагаскар“ удалось реализовать хотя бы в небольшой его части, то удалось бы спасти от гибели многих польских евреев».